# Финляндия на «Евровидении-2021»
Финляндия приняла участие в «Евровидении-2021» в Роттердаме.
В середине января 2021 года на конкурсе Uuden Musiikin Kilpailu (UMK) были представлены 7 претендентов от Финляндии на предстоящее «Евровидение-2021».
21 января 2021 года Blind Channel представили сингл и видео на песню «Dark Side». Песня за первые же сутки вырвалась в лидеры, заполучив больше всего одобрения как от слушателей в Финляндии, так и за рубежом, за что Blind Channel назвали «тёмной лошадкой» среди остальных конкурсантов
20 февраля состоялся финал конкурса UMK, на котором Финляндия выбирала своего представителя на «Евровидение» в этом году. Одержали победу Blind Channel, набрав 551 балл (из которых 72 им было присвоено международным голосованием судей).